# Классен, Синди
Синди Классен (англ. Cindy Klassen; род. 12 августа 1979 года в Виннипеге, Канада) — канадская конькобежка, олимпийская чемпионка 2006 года, 5-кратный призёр Олимпийских игр, 5-кратная чемпионка мира и 13-кратная призёр, 13-кратная рекордсменка мира. Обладательница наибольшего числа олимпийских наград в истории канадского спорта. 9-кратная чемпионка Канады. С большим отрывом возглавляет Adelskalender.

## Биография
Синди Классен начала кататься на коньках в возрасте 2-х лет, когда отец подарил ей самодельную хоккейную клюшку и коньки. Кроме этого она занималась различными видами спорта, в том числе волейболом, баскетболом, регби, бадминтоном и лякроссом. Она провела несколько лет, играя в мужских хоккейных лигах, так как женский хоккей только зарождался. По-настоящему проявила себя в женском хоккее с шайбой в 1995 году, когда играла в клубе "Gateway Community Club" и выступала за сборную Манитобы на зимних играх в Канаде.
Была вратарем молодёжной сборной Канады и планировала участвовать на Олимпийских играх 1998 года в Нагано. Однако не смогла попасть в олимпийскую сборную и забросила хоккей, перейдя в конькобежный спорт, где сразу стала показывать хорошие результаты. В течение года она прошла квалификацию и в 1999 году выиграла национальный чемпионат среди юниоров в многоборье и участвовала на чемпионате мира среди юниоров, где заняла 9-е место. В том же году вошла в топ-5 на Панамериканских играх 1999 года по роликобежному спорту.
В 2000 году заняла 2-е место на чемпионате Северной Америки и на чемпионате Канады в многоборье и дебютировала на чемпионате мира в классическом многоборье в Милуоки, где стала 13-й. Следом на чемпионате мира  на отдельных дистанциях в Нагано заняла лучшее 10-е место в забеге на 3000 м. В 2001 году впервые стала чемпионкой Канады в многоборье и на чемпионате мира в Солт-Лейк-Сити заняла 3-е место на 1500 м.
В сезоне 2001/2002 на чемпионате Канады одержала победы на дистанциях 3000 и 5000 м, на этапе Кубка мира в Гааге заняла 2-е место в беге на 1500 м и 3-е место на дистанции 3000 м в Херенвене. На Олимпийских играх 2002 года в Солт-Лейк-Сити участвовала на четырёх дистанциях. Стала 3-й на дистанции 3000 м, 13-й на 1000 м и два раза 4-й — на 1500 и 5000 м. В марте на чемпионате мира в Херенвене заняла 2-е место в сумме многоборья.
В 2003 году она стала первой канадкой за 27 лет, выигравшей чемпионате мира в классическом многоборье в Гётеборге, а также стала серебряным призёром на чемпионате мира в спринтерском многоборье в Калгари и бронзовым на чемпионате мира на отдельных дистанциях в Берлине на дистанции 1000 м. Она также впервые стала чемпионкой Канады в спринте.
В сезоне 2003/04 Синди получила серьёзную травму руки при столкновении с китайской спортсменкой и пропустила часть сезона, однако в марте участвовала на чемпионате мира на отдельных дистанциях в Сеуле выиграла серебряную медаль в забеге на 1500 м и бронзовую на 1000 м. В 2005-м году вновь стала 1-й в спринте на чемпионате Канады и стала чемпионкой мира на дистанциях 1500 и 3000 м на чемпионате мира в Инцелле.
В том же году на чемпионате мира в Москве стала серебряным призёром в многоборье. На зимних Олимпийских играх 2006 года в Турине участвовала на пяти дистанциях, во всех завоевав по медали. Стала Олимпийской чемпионкой на 1500 м, серебряным призёром на 1000 м и в командной гонке, бронзовым призёром на 3000 м и 5000 м. 5 медалей, завоёванных Синди на Олимпиаде в Турине, стали повторением рекорда по количеству завоёванных конькобежцем наград на одних играх — в 1980 году в Лейк-Плэсиде Эрик Хайден выиграл 5 золотых медалей.
Синди несла флаг Канады на закрытии туринской Олимпиады. Президент МОК Жак Рогге назвал Классен «женщиной туринских Игр». По итогам 2006 года, когда Классен выиграла 5 олимпийских наград и стала в марте чемпионкой мира в классическом многоборье в Калгари, установив ещё один мировой рекорд на дистанции 1000 м, Синди была признана лучшей спортсменкой Канады вне зависимости от пола. В сезоне 2007/08 завоевала одну серебряную и две бронзовые медали Кубка мира и выиграла чемпионат Северной Америки в многоборье.
Вскоре из-за продолжающихся травм колена её карьера едва не закончилась, а в начале 2008 года из-за трагической аварии сестры Лизы на время прекратила соревноваться.. Сезон 2008/2009 пропустила, восстанавливаясь после операции. Вернувшись в спорт перед Олимпиадой в Ванкувере уже не могла показывать тех секунд, но на чемпионате Канады выиграла три серебряные медали. На зимней Олимпиаде в Ванкувере 2010 года Классен стартовала на трёх дистанциях, наивысшим в личных гонках стало 12 место в соревнованиях на 5000 м, также заняла 14-е место в забеге на 3000 м, 21-е на 1500 м и 5-е место в командной гонке.
В 2011 году стала чемпионкой мира чемпионате мира в командной гонке в Инцелле. В 2012 году выиграла чемпионат Канады в забеге на 5000 м, заняла 5-е место на чемпионате мира в классическом многоборье в Москве и стала 2-й в командной гонке на чемпионате мира на отдельных дистанциях в Херенвене.
В своём последнем сезоне 2012/13 Синди в очередной раз стала 1-й на дистанции 5000 м на чемпионате Канады и на чемпионате мира заняла 19-е место в забеге на 3000 м и 16-е на 5000 м. Классен не участвовала в гонках последние два года. Летом 2013 года она получила сотрясение мозга во время катания на роликовых коньках. В июне 2015 года объявила о завершение карьеры.

## Рекорды мира
| №  | Дисциплина              | Результат | Дата            | Каток          |
| -- | ----------------------- | --------- | --------------- | -------------- |
| 1  | Малое многоборье        | 155,576   | 17 марта 2001   | Калгари        |
| 2  | Классическое многоборье | 159,723   | 26 января 2003  | Солт-Лейк-Сити |
| 3  | Классическое многоборье | 159,605   | 9 января 2005   | Солт-Лейк-Сити |
| 4  | 1500 м                  | 1.53,87   | 9 января 2005   | Солт-Лейк-Сити |
| 5  | 1500 м                  | 1.53,77   | 28 октября 2005 | Калгари        |
| 6  | 3000 м                  | 3.55,75   | 12 ноября 2005  | Калгари        |
| 7  | 1500 м                  | 1.51,79   | 20 ноября 2005  | Солт-Лейк-Сити |
| 8  | Классическое многоборье | 157,177   | 22 января 2006  | Калгари        |
| 9  | 3000 м                  | 3.53,34   | 18 марта 2006   | Калгари        |
| 10 | Классическое многоборье | 154,580   | 19 марта 2006   | Калгари        |
| 11 | 1000 м                  | 1.13,46   | 24 марта 2006   | Калгари        |
| 12 | 1000 м                  | 1.13,11   | 25 марта 2006   | Калгари        |
| 13 | Спринтерское многоборье | 149,305   | 25 марта 2006   | Калгари        |

## Личная жизнь
Синди Классен поступила в Университет Манитобы в 1997 году и окончила его в 2017 году. Также окончила Университет Калгари в степени бакалавра по психологии, а после ухода из спорта работала сотрудником полиции Калгари. В честь её успехов на Олимпийских играх была выпущена памятная монета стоимостью 25 центов с её изображением на обратной стороне. Синди является набожной христианкой. В 2018 году она вышла замуж, а в январе 2020 года Классен родила дочку Фиби. В настоящее время она домохозяйка. В июле 2022 года в родном Виннипеге ей вручили награду "Звезда родного города" и будет установлена в её честь мемориальная доска, а в октябре они с мужем Мэттом ждали второго ребёнка. Они живут в Эрдри, провинция Альберта У Синди есть брат и две сестры, её мать зовут Хельга.

## Награды
- 2005, 2006 год - награждена премией Бобби Розенфельда[15]
- 2006 год - награждена Орденом Манитобы
- 2006 год - награждена трофеем Лу Марша
- 2014 год - введена в Олимпийский зал славы Канады
- 2017 год - введена в Спортивный зал славы Канады[16]
- 2017 год - введена в Спортивный зал славы Манитобы[17]
- 2018 год - введена в Спортивный зал славы Альберты[18]
- 2019 год - внесена в Канадскую Аллею славы[19]